# 児玉龍也
児玉 龍也（こだま りゅうや、1993年10月9日 - ）は、山口県下関市出身の元プロ野球選手（投手）。左投左打。プロでは育成選手であった。

## 経歴

### プロ入り前
下関市立垢田中学校では、「下関ビクトリーズ（現・下関ボーイズ）」に所属。
九州国際大学付属高等学校では三好匠の控え投手として、第83回選抜高等学校野球大会と第93回全国高等学校野球選手権大会に出場したが、登板はなかった。当時エースの三好、正捕手の髙城俊人とは同級生であった。
神奈川大学では3年春から主戦として活躍し、リーグ優勝に貢献。第63回全日本大学野球選手権大会では準決勝の愛知学院大戦で先発して大藏彰人と投げ合い、源田壮亮擁する打線を5回途中を無失点に抑え、勝利に貢献した。1学年後輩に濵口遥大がいる。
2015年10月22日に行われたドラフト会議で福岡ソフトバンクホークスから育成選手ドラフト2位指名を受け入団した。背番号は130。

### プロ入り後
2016年は二軍（ウエスタン・リーグ）での出場はなく、三軍では25試合（25回1/3）に登板し1勝1敗、防御率4.25という成績だった。
2017年4月12日、対阪神タイガース戦においてウエスタン・リーグ初登板。同年はウエスタン・リーグ18試合（16回）に登板し、防御率5.63の成績だった。
また、2016年と2017年のシーズンオフに台湾で開催された2016アジアウインターベースボールリーグ、2017アジアウインターベースボールリーグに、NPBウエスタン選抜として派遣され、2016年は8試合（8回1/3）に中継ぎで登板し、0勝0敗、防御率0.00の成績を残している。
2018年はウエスタン・リーグで1試合、1イニングのみの登板に終わり、10月4日に球団から戦力外通告を受けた。10月31日、自由契約公示。

### 現役引退後
福岡ソフトバンクホークスの球団職員として事業統括本部興行開発本部スポーツ振興部に配属された。

## 選手としての特徴
セットポジションの段階から、右脚を左脚よりも一塁側に置き、クロスステップで踏み出しながらサイドスローで投げる変則フォーム。

## 詳細情報

### 年度別投手成績
- 一軍公式戦出場なし

### 背番号
- 130 （2016年 - 2018年）

### 代表歴
- 2016アジアウインターベースボールリーグ：NPBウエスタン選抜
- 2017アジアウインターベースボールリーグ：NPBウエスタン選抜[9]